# Jan VI van Vendôme
Jan VI van Vendôme (overleden in februari 1364) was van 1353 tot aan zijn dood graaf van Vendôme en van 1353 tot 1356 heer en van 1356 tot aan zijn dood graaf van Castres. Hij behoorde tot het huis Montoire.

## Levensloop
Jan VI was de oudste zoon van graaf Burchard VI van Vendôme en diens echtgenote Adelheid, dochter van hertog Arthur II van Bretagne. In 1353 volgde hij zijn vader op als graaf van Vendôme en heer van Castres. Jan verbleef vooral in de heerlijkheid Castres, die in 1356 verheven werd tot graafschap.
Hij vocht mee in de Honderdjarige Oorlog en nam in 1356 deel aan de Slag bij Poitiers, die resulteerde in een zware nederlaag voor de Fransen en waarbij Jan door de Engelsen gevangengenomen werd. In 1362 werd Vendôme veroverd door een leger met soldaten uit Engeland en Gascogne, waarbij zijn echtgenote Johanna van Ponthieu gevangengenomen werd en de regio geplunderd werd. Verschillende initiatieven van Jans leger om de stad te bevrijden mislukten en uiteindelijk moest hij losgeld betalen om Vendôme terug in handen te krijgen.
Jan VI van Vendôme stierf in februari 1364.

## Huwelijk en nakomelingen
Rond 1342 huwde hij met Johanna van Ponthieu (overleden in 1376). Ze kregen volgende kinderen:
- Burchard VII (1345-1371), graaf van Vendôme
- Catharina (1350-1412), gravin van Vendôme, huwde in 1364 met graaf Jan I van La Marche